# Rébellion de Buckingham
Guerre des Deux-Roses
Batailles
La rébellion de Buckingham est une série de soulèvements contre le roi Richard III d'Angleterre en octobre et novembre 1483. Elle vise à placer sur le trône Henri Tudor. La rébellion échoue par manque de coordination et un orage qui empêche le débarquement de Tudor.

## Contexte

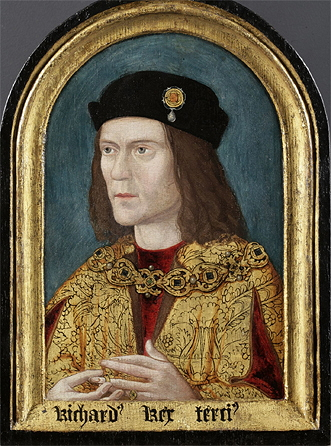
Richard de Gloucester usurpe le trône de son neveu Édouard V.

Le roi Édouard IV, chef de la Maison d'York, meurt le 9 avril 1483, après douze années de règne. Son fils aîné, le nouveau roi Édouard V, n'est alors âgé que de douze ans, et son héritier présomptif est son frère cadet, Richard de Shrewsbury, âgé de neuf ans. Édouard V étant trop jeune pour régner, un conseil royal est formé pour gouverner l'Angleterre jusqu'à sa majorité. La cour s'inquiète lorsqu'elle apprend que les Woodville, parents de la reine-mère, intriguent pour prendre le contrôle du conseil. Le frère de la reine-mère, Anthony Woodville, et le fils d'Élisabeth Richard Grey ont déjà été nommés précepteurs du jeune prince de Galles par Édouard IV. Pour contrecarrer leurs ambitions, les membres du Conseil font appel à l'oncle du roi, le duc de Gloucester Richard Plantagenêt. Ils le pressent d'accepter au plus tôt le rôle de protecteur, comme son frère Édouard IV l'en a prié auparavant. Le 29 avril, accompagné d'un contingent de gardes et du duc de Buckingham Henry Stafford, Richard assure la garde d'Édouard V et fait arrêter Anthony Woodville et Richard Grey, ainsi que le chambellan d'Édouard IV, Thomas Vaughan. Après avoir conduit le jeune roi à Londres, Gloucester fait exécuter sans procès Anthony Woodville, Grey et Vaughan pour trahison.
Le 22 juin, Gloucester convainc le Parlement de déclarer le mariage d'Édouard IV et d'Élisabeth Woodville illégal, faisant de leurs enfants des bâtards et invalidant leurs droits sur le trône : c'est l'acte Titulus Regius. Ayant écarté ses neveux et nièces, Gloucester devient le premier dans l'ordre de succession et il est proclamé roi le 26 juin sous le nom de Richard III. Il est couronné le 6 juillet. Les deux princes sont emprisonnés dans la Tour de Londres et disparaissent peu après septembre 1483, tandis que la reine-mère et ses filles trouvent refuge dans l'abbaye de Westminster, sanctuaire inviolable. Toute l'Angleterre est persuadée que le « tyran » Richard a assassiné ses neveux.

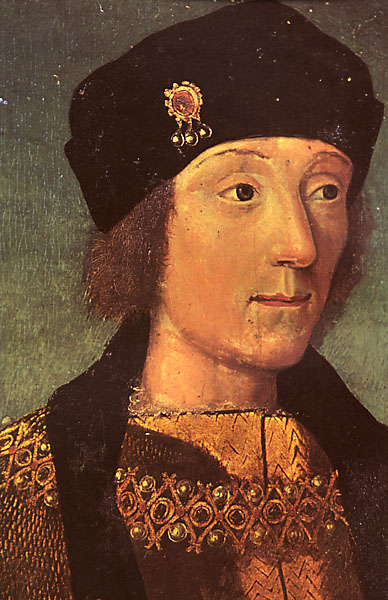
Henri Tudor, unique survivant de la Maison de Lancastre.

De son côté, Henri Tudor, héritier de la Maison de Lancastre après la mort d'Henri VI et de son fils Édouard de Westminster, tués par Édouard IV après ses victoires de Barnet et Tewkesbury au printemps 1471, vit en exil en Bretagne. Édouard IV n'a pas essayé de le faire extrader lors de son règne. Nombreux sont parmi les partisans des Lancastre en Angleterre comme en Bretagne à souhaiter son retour.

## La révolte

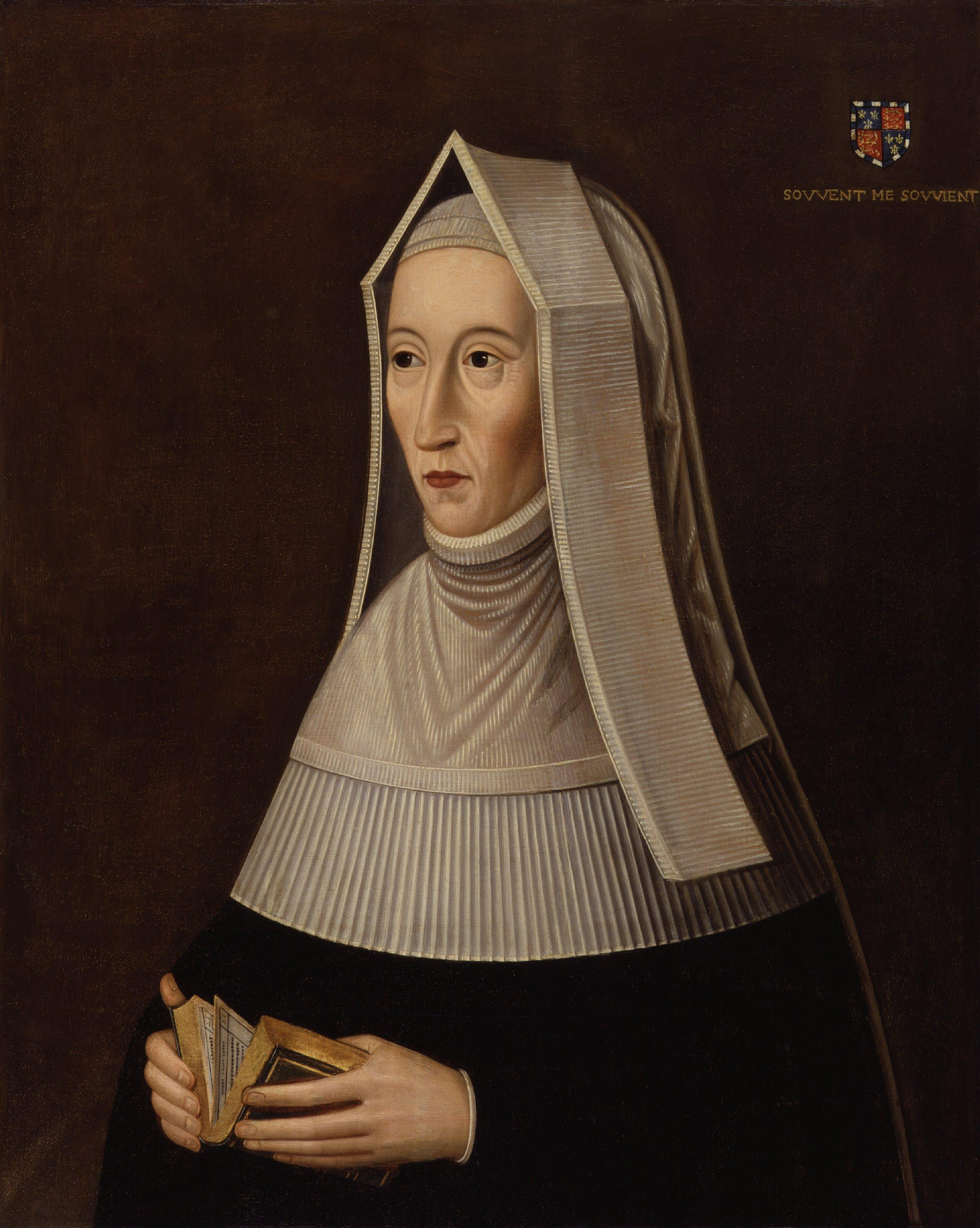
Margaret Beaufort, la mère d'Henri Tudor.

Le mécontentement à l'égard de Richard III se manifeste dès septembre 1483, lorsque naît une conspiration visant à le chasser du trône et à restaurer Édouard V. Les rebelles sont en majorité des fidèles d'Édouard IV, qui considèrent Richard comme un usurpateur. Ayant entendu des rumeurs affirmant que les Princes avaient été assassinés sur ordre de Richard III, ils se rallient à Margaret Beaufort, qui propose son fils Henri Tudor comme candidat au trône. 
Le duc de Buckingham est le plus important des conjurés, mais les raisons de son ralliement à la conspiration restent inconnues. Selon l'historien Charles Ross, Buckingham cherche à prendre ses distances vis-à-vis d'un roi chaque jour plus impopulaire. Il aurait également pu être influencé par l'évêque d'Ely John Morton, emprisonné depuis juin 1483 et que Richard avait confié au duc. Pour les historiens Michael Jones et Malcolm Underwood, Margaret aurait fait croire à Buckingham que les rebelles souhaitaient le placer sur le trône d'Angleterre. 
Buckingham, retiré dans ses terres en Galles, écrit une lettre à Henri Tudor l'informant de sa participation le 24 septembre. La conspiration prévoit d'organiser des révoltes dans le sud et l'ouest de l'Angleterre pour submerger les forces de Richard. Buckingham est censé soutenir les rebelles en lançant une invasion depuis le pays de Galles, tandis qu'Henri doit venir par la mer le 18 octobre avec 500 navires fournis par le duc de Bretagne François II. 

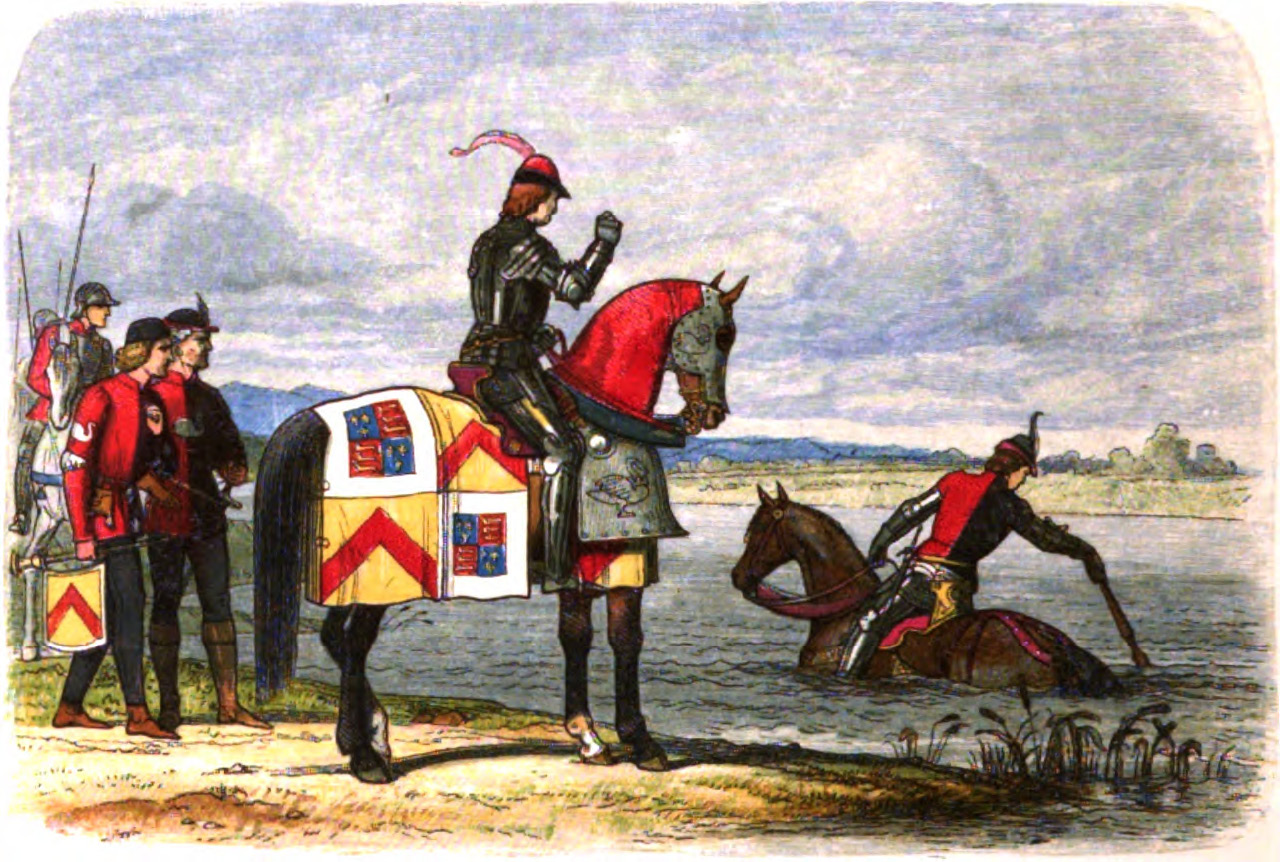
Buckingham découvre la Severn infranchissable après une tempête, l'empêchant de rejoindre les autres conspirateurs.

Un manque de coordination et le mauvais temps réduisent ces projets à néant. Une révolte éclate dans le Kent le 10 octobre, pressant Richard à réunir l'armée royale pour la réduire. Ses espions l'informent des activités de Buckingham le lendemain, et les hommes du roi détruisent les ponts sur la Severn ; lorsque Buckingham, à la tête de ses troupes, arrive devant le fleuve en crue, il est incapable de le traverser en raison d'un orage violent qui éclate le 15 octobre. Buckingham est piégé : ses ennemis gallois se sont emparés de son château après son départ, et il n'a plus nulle part où se réfugier. Il abandonne le complot et s'enfuit à Wem, où il est trahi par un serviteur et arrêté par les hommes de Richard le 31 octobre. Il est exécuté le 2 novembre à Salisbury. 
Entre-temps, Henri tente de débarquer le 19 octobre, mais sa flotte est éparpillée par une tempête. En arrivant en vue de la côte anglaise, à Poole, un groupe de soldats le salue et l'incite à accoster ; il s'agit en fait d'hommes de Richard, prêts à le capturer sitôt débarqué. Henri ne tombe pas dans le piège et retourne en Bretagne. Privée de Buckingham et d'Henri, la rébellion est facilement écrasée par Richard et son allié le duc de Norfolk. Thomas St Leger tente d'organiser un soulèvement d'envergure à Exeter mais est capturé et exécuté le 13 novembre. Les autres meneurs de la révolte s'enfuient dans les jours qui suivent de l'autre côté de la Manche.

## Conséquences

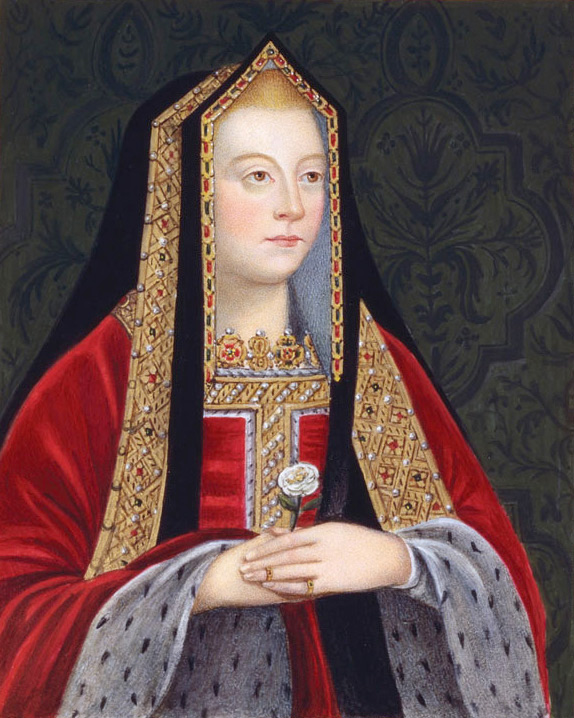
Élisabeth d'York, fille d'Édouard IV.

Le 25 décembre 1483, à la Cathédrale Saint-Pierre de Rennes, Henri jure devant la cour lancastrienne en exil d'épouser la fille aînée d'Édouard IV, Élisabeth d'York (ou sa sœur cadette Cécile, au cas où l'aînée disparaîtrait avant son accession au trône), afin d'unifier les deux maisons rivales et ainsi mettre un terme à la Guerre des Deux-Roses entre les Lancastre et les York.
Richard III tente alors de faire extrader Henri en concluant un accord avec Pierre Landais, conseiller du duc de Bretagne, mais Henri parvient à s'échapper en France en septembre 1484. Il y est bien accueilli et on lui fournit rapidement des troupes et des équipements en vue d'une seconde invasion. À l'été 1485, les conditions sont mûres pour une nouvelle entreprise.
Ayant obtenu le soutien des partisans d'Édouard IV, Henri débarque à Mill Bay le 7 août 1485, dans le Pembrokeshire. Bien qu'inférieures en nombre, les troupes d'Henri battent celles de Richard à la bataille de Bosworth le 22 août 1485. La mort de Richard III lors de cette bataille met fin à la Guerre des Deux-Roses entre les Lancastre et les York. Henri est proclamé roi à la fin de la bataille sous le nom d'Henri VII. Il épouse par la suite Élisabeth d'York le 18 janvier 1486.